# M/S Sanna
För andra betydelser, se Sanna.
Sanna, färja 309, var en av Trafikverket Färjerederiets färjor. Den var reservfärja på Hemsöleden för M/S Embla. Sanna har en systerfärja, Christina Brahe. Sanna såldes till Finland under 2021 och ersattes av M/S Nora på Hemsöleden.